# John Mikaelsson
John Mikaelsson, "Mix", född 6 december 1913, död 16 juni 1987, var en svensk friidrottare med 
gång som specialitet. Han representerade under åren IFK Kristinehamn, Sundbybergs IK, Stockholms GK, Västerås SK och Västerås GK.

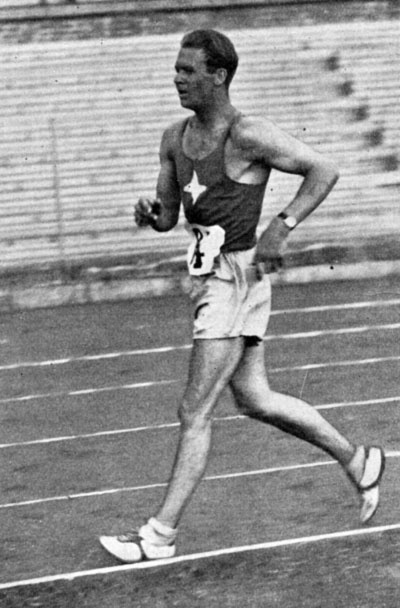
John Mikaelsson 1946

## Meriter
- Vid EM 1946 gick han hem en av Sveriges elva guldmedaljer, nämligen i gång 10 000 m bana.[2]
- Vid EM 1950 placerade han sig på bronsplats på samma distans.[2]
- Vann 15 SM-guld.[1]
- OS-guld 1948 och 1952 på 10 000 meter.[1]
- 14 världsrekord mellan 1936 och 1946.[3]